# Archiborborus calceatus
Archiborborus calceatus är en tvåvingeart som beskrevs av Oswald Duda 1921. Archiborborus calceatus ingår i släktet Archiborborus och familjen hoppflugor.
Artens utbredningsområde är Colombia. Inga underarter finns listade i Catalogue of Life.